# Record de France de natation dames du 200 mètres 4 nages
Progression du record de France de natation sportive dames pour l'épreuve du 200 mètres 4 nages.

## Bassin de 50 mètres
| Temps         | Athlète                   | Naissance | Âge | Clubs                                    | Compétition                   | Lieu            | Date             |
| ------------- | ------------------------- | --------- | --- | ---------------------------------------- | ----------------------------- | --------------- | ---------------- |
| 2 min 36 s 0  | Danièle Dorleans          |           |     | Cercle des nageurs de Marseille          |                               | Mourenx         | 25 mai 1967      |
| 2 min 35 s 3  | Danièle Dorleans          |           |     | Cercle des nageurs de Marseille          |                               | Aix-en-Provence | 9 août 1968      |
| 2 min 34 s 4  | Claude Mandonnaud         |           |     | ASPTT Limoges                            |                               | Tours           | 7 août 1970      |
| 2 min 34 s 1  | Claude Mandonnaud         |           |     | ASPTT Limoges                            |                               | Morzine         | 6 août 1971      |
| 2 min 33 s 0  | Dominique Amiand          |           |     | Dauphins du TOEC                         |                               | Vittel          | 12 juillet 1972  |
| 2 min 32 s 13 | Dominique Amiand          |           |     | Dauphins du TOEC                         |                               | Rennes          | 18 août 1973     |
| 2 min 30 s 06 | Dominique Amiand          |           |     | Dauphins du TOEC                         |                               | Marseille       | 13 avril 1974    |
| 2 min 28 s 90 | Dominique Amiand          |           |     | Dauphins du TOEC                         | Coupe Latine                  | Las Palmas      | 4 avril 1975     |
| 2 min 28 s 86 | Dominique Amiand          |           |     | Dauphins du TOEC                         |                               | Paris Vallerey  | 5 août 1975      |
| 2 min 28 s 52 | Dominique Amiand          |           |     | Dauphins du TOEC                         |                               | Tours           | 16 août 1975     |
| 2 min 27 s 22 | Dominique Amiand          |           |     | Dauphins du TOEC                         |                               | Londres         | 13 août 1976     |
| 2 min 26 s 06 | Nelly Saqué               |           |     | US Ivry                                  |                               | Lille           | 3 mars 1978      |
| 2 min 25 s 13 | Corinne Buron             |           |     | ASPTT Toulon                             |                               | La Rochelle     | 13 avril 1981    |
| 2 min 23 s 39 | Laurence Bensimon         | 1963      | 19  | AM Vittel                                |                               | Buenos Aires    | 16 avril 1982    |
| 2 min 22 s 41 | Laurence Bensimon         | 1963      | 19  | AM Vittel                                |                               | Verone          | 19 juin 1982     |
| 2 min 22 s 32 | Laurence Bensimon         | 1963      | 20  | CS Clichy 92                             | Universiades (s)              | Edmonton        | 6 juillet 1983   |
| 2 min 20 s 90 | Laurence Bensimon         | 1963      | 20  | CS Clichy 92                             | Championnats d'Europe         | Rome            | 26 août 1983     |
| 2 min 20 s 11 | Laurence Bensimon         | 1963      | 20  | CS Clichy 92                             | Championnats d'Europe         | Rome            | 26 août 1983     |
| 2 min 19 s 30 | Laurence Bensimon         | 1963      | 23  | CS Clichy 92                             |                               | Orlando         | 6 décembre 1986  |
| 2 min 19 s 16 | Pascaline Louvrier        | 1971      | 16  | N Charleville Mézières                   |                               | Strasbourg      | 9 juillet 1987   |
| 2 min 18 s 48 | Laurence Bensimon         | 1963      | 26  | CS Clichy 92                             |                               | Hambourg        | 29 avril 1989    |
| 2 min 17 s 99 | Céline Bonnet             | 1976      | 15  | Cercle des nageurs de Marseille          |                               | Bordeaux        | 28 décembre 1991 |
| 2 min 17 s 14 | Nadège Cliton             | 1978      | 19  | Cercle des nageurs de Melun-Dammarie     | Championnats de France        | Mennecy         | 16 mai 1997      |
| 2 min 17 s 04 | Anne-Sophie Le Paranthoën | 1977      | 25  | CS Clichy 92                             | Championnats du Canada        | Winnipeg        | 19 mars 2002     |
| 2 min 16 s 95 | Anne-Sophie Le Paranthoën | 1977      | 25  | CS Clichy 92                             | Mare Nostrum                  | Monaco          | 2 juin 2002      |
| 2 min 16 s 65 | Céline Cartiaux           | 1979      | 25  | Amiens Natation                          | Championnats de France (d)    | Dunkerque       | 20 avril 2004    |
| 2 min 15 s 63 | Laure Manaudou            | 1986      | 18  | Cercle des Nageurs de Melun-Dammarie     | Championnats de France (d)    | Dunkerque       | 20 avril 2004    |
| 2 min 15 s 30 | Camille Muffat            | 1989      | 16  | Olympic Nice Natation                    | Championnats de France (f)    | Nancy           | 16 avril 2005    |
| 2 min 14 s 84 | Camille Muffat            | 1989      | 16  | Olympic Nice Natation                    | Championnats d'Europe Jr. (f) | Budapest        | 17 juillet 2005  |
| 2 min 14 s 29 | Laure Manaudou            | 1986      | 20  | Cercle des Nageurs de Melun Val de Seine | Vittel Cup (f)                | Chamalières     | 28 janvier 2006  |
| 2 min 12 s 41 | Laure Manaudou            | 1986      | 20  | Cercle des Nageurs de Melun Val de Seine | Championnats de France (f)    | Tours           | 13 mai 2006      |
| 2 min 11 s 15 | Camille Muffat            | 1989      | 19  | Olympic Nice Natation                    | Championnats de France (f)    | Dunkerque       | 23 avril 2008    |
| 2 min 09 s 37 | Camille Muffat            | 1989      | 20  | Olympic Nice Natation                    | Championnats de France (f)    | Montpellier     | 26 avril 2009    |

## Bassin de 25 mètres
| Temps         | Athlète           | Naissance | Âge | Clubs                           | Compétition                | Lieu                 | Date             |
| ------------- | ----------------- | --------- | --- | ------------------------------- | -------------------------- | -------------------- | ---------------- |
| 2 min 19 s 22 | Laurence Bensimon | 1963      | 20  |                                 | Meeting d'Indianapolis     | Indianapolis         | 7 janvier 1983   |
| -----         |                   |           |     |                                 |                            |                      |                  |
| 2 min 18 s 62 | Laurence Bensimon | 1963      | 20  |                                 |                            |                      | 1983             |
| -----         |                   |           |     |                                 |                            |                      |                  |
| 2 min 17 s 81 | Laurence Bensimon | 1963      | 21  |                                 | Coupe d'Europe             | Bergen               | décembre 1984    |
| -----         |                   |           |     |                                 |                            |                      |                  |
| 2 min 16 s 32 | Laurence Bensimon | 1963      | 26  | CS Clichy 92                    |                            | Venise               | 19 février 1989  |
| 2 min 13 s 80 | Céline Bonnet     | 1976      | 15  | Cercle des nageurs de Marseille | Championnats interclubs    | Boulogne-Billancourt | 22 décembre 1991 |
| 2 min 13 s 62 | Sophie de Ronchi  | 1985      | 16  | Manosque EP                     |                            | Paris                | 27 janvier 2001  |
| 2 min 12 s 95 | Sophie de Ronchi  | 1985      | 16  | Manosque EP                     | Championnats d'Europe      | Anvers               | 13 décembre 2001 |
| 2 min 11 s 36 | Solenne Figuès    | 1979      | 23  | Dauphins du TOEC                | Meeting de la Réunion (f)  | La Réunion           | 30 décembre 2002 |
| 2 min 09 s 20 | Laure Manaudou    | 1986      | 20  | Canet 66 Natation               | Championnats de France (s) | Istres               | 3 décembre 2006  |
| 2 min 08 s 95 | Camille Muffat    | 1989      | 18  | Olympic Nice Natation           | Championnats de France (f) | Nîmes                | 9 décembre 2007  |
| 2 min 07 s 94 | Camille Muffat    | 1989      | 19  | Olympic Nice Natation           | Championnats de France (f) | Angers               | 7 décembre 2008  |
| 2 min 07 s 69 | Camille Muffat    | 1989      | 20  | Olympic Nice Natation           | Championnats d'Europe (f)  | Istanbul             | 10 décembre 2009 |
| 2 min 07 s 67 | Fantine Lesaffre  | 1994      | 24  | Stade de Vanves                 | Championnats de France (f) | Montpellier          | 15 novembre 2018 |
| 2 min 06 s 70 | Charlotte Bonnet  | 1995      | 27  | Olympic Nice Natation           | Championnats du monde (s)  | Melbourne            | 13 décembre 2022 |